# Retrato de um Casamento
Retrato de um Casamento, de Nigel Nicolson foi publicado originalmente em língua inglesa em 1973 e traduzido para português em 1976 por Maria da Graça Morais Sarmento em edição de Iniciativas Editoriais.
Retrato de um Casamento é a autobiografia de Vita Sackville-West pelo seu filho Nigel. É um livro pleno de emoções fortes a que não se consegue ficar indiferente. Os dois capítulos escritos por Vita são por vezes como um diário pessoal, outras como uma confissão íntima. Debruçam-se sobre a sua vida e a sua paixão ardente pela rebelde Violet Trefusis, que a ama apaixonadamente, que a enche de prazer intelectual e físico, e que a leva a magoar profundamente o seu marido homossexual, Harold Nicolson, e até mesmo a abandoná-lo, e aos seus dois filhos Nigel e Ben, por um curto período de tempo.
Os três capítulos escritos por Nigel são também muito poderosos, mas de uma forma diferente: ver descobertos os segredos sexuais e emocionais de uma mãe pelo mão do próprio filho é desconfortável e por vezes até cruel:
”I did not know Violet. I met her only twice, and by then she had become a galleon, no longer the pinnace of her youth, and I did not recognize in her sails the high wind which had swept my mother away (…). I did not know that Vita could love like this, had loved like this, because she would not speak of it to her son. Now that I know everything I love her more, as my father did, because she was tempted, because she was weak. She was a rebel, she was Julian [Vita’s travesty], and though she did not know it, she fought for more than Violet. She fought for the right to love, men and women, rejecting the conventions that marriage demands exclusive love, and that women should love only men, and men only women. For this she was prepared to give up everything. Yes, she may have been mad, as she later said, but it was a magnificent folly. She may have been cruel, but it was a cruelty on a heroic scale. How can I despise the violence of such passion?”
No entanto, estes são capítulos que complementam e completam o quadro. Vita escreve sobretudo sobre ela mesma e sobre as suas emoções. Nigel fala também do pai, Harold, e do fortíssimo e inabalável amor deste por Vita, que cresceu e se tornou cada vez mais importante à medida que os anos iam avançando, e que era o porto seguro a que ambos regressavam após as aventuras famosas de Vita com Virginia Woolf e de Harold com jovens rapazes. Nigel ajuda também a colocar a escrita de Vita em contexto ao vincar a natureza moderna e liberal das opiniões e comportamentos de Vita e de Harold sobre o casamento e sexualidade nos primeiros anos do século XX, mas também ao salientar o profundo snobismo de Vita e a sua frieza em relação às classes sociais inferiores.